# Toxicitate financiară

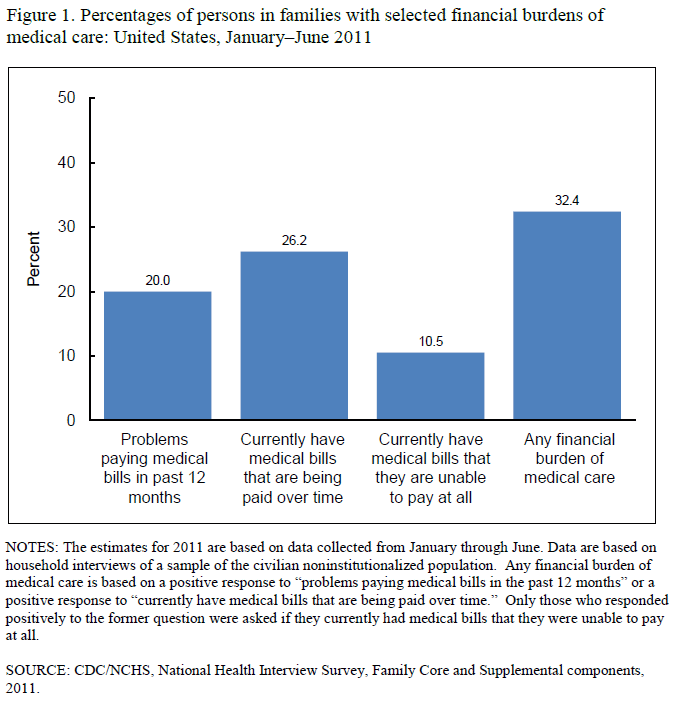
În Statele Unite, în primele 6 luni ale anului 2011
1 persoană din 3 s-a regăsit într-o familie care s-a confruntat cu povara financiară a îngrijirilor medicale, 1 din 5 persoane a fost într-o familie cu dificultăți în ceea ce privește plata facturilor medicale în ultimele 12 luni, 1 din 4 persoane s-a aflat într-o familie care a avut de-a face cu plata facturilor medicale de-a lungul timpului, iar 1 din 10 persoane a fost într-o familie care s-a aflat în imposibilitate de a de a plăti tote facturile legate de costul îngrijirilor medicale (Sursa: National Health Interview Survey).

Toxicitatea financiară (medicală) este un termen care definește consecințele negative  (atât financiare cât și medicale) asupra pacienților, determinate de acoperirea de către aceștia a costurilor (directe sau indirecte) ale tratamentelor medicale.
Costul aferent îngrijirii sănătății poate provoca disconfort substanțial, forțând pacienții să taie din cheltuieli în modalități care le pot afecta sănătatea și calitatea vieții. Această problemă a fost identificată în domeniul terapiei oncologice, unde și apare cel mai des, însă domeniul de aplicabilitate include toate afecțiunile complexe sau – în cazul unui statut socio-economic precar, chiar boli cronice cu largă răspândire (cum ar fi depresia, hipertensiunea arterială, diabetul, dislipidemia, astmul bronșic). Astfel de costuri ridicate ale tratamentului pot duce la o suferință a pacientului comparabilă cu suferințele fizice, precum și la deteriorarea rezultatelor terapiei.

## Istoric
Noțiunea de toxicitate financiară a apărut relaționată cu modul în care costurile mari ale tratamentelor antineoplazice suportate din buzunarul propriu de pacienți puteau duce la faliment personal cu acumularea de datorii, ipotecări și la incapacitatea de a plăti pentru necesitățile cotidiene, diminuând astfel calitatea vieții, provocând efecte mentale și fizice negative și, devenind de fapt un eveniment advers major în tratamentul cancerului. Termenul a fost folosit pentru prima dată oficial la convenția anuală din 2011 din Chicago a Societății Americane de Oncologie Clinică, pentru a indica măsura în care costurile medicației se constituie într-o problemă în ceea ce privește accesul la tratament pentru mulți dintre pacienți, în special pentru cei mai vârstnici.
Responsabilitatea etică a medicilor le-a impus acestora, pentru multă vreme, să pledeze pentru asigurarea celui mai bun tratament posibil pentru pacienții lor, indiferent de preț, iar pacienții au putut conta pe acest percept pentru a-și ghida deciziile lor, cu atât mai mult cu cât eventuale mențiuni despre costuri în cabinetul medicului au determinat și determină preocupări privind idei de raționalizare sau de refuz al îngrijirii, precum și privind presiuni administrative pentru a pune înaintea ideii de mai bine, ideea de mai ieftin. Ignorarea costurilor tinde să devină însă un lux care poate contribuie nu numai la creșterea nesustenabilă a bugetelor de îngrijire ale sănătății, ci și la creșterea riscului de deteriorare a vieții bolnavilor, într-un context actual în care pacienții doresc să li se furnizeze informații corecte și realiste cu privire la opțiunile lor de tratament, care ar trebui să includă și costurile aferente.

## Caractere
Aceste consecințe tind - prin modificarea aderenței pacienților la tratament sau schimbările induse ale stilului de viață, să afecteze calitatea vieții bolnavilor, să determine creșterea morbidității și mortalității asociate cu tratamentele și, în fapt se constituie într-un eveniment similar unui efect advers al terapiei.
Toxicitatea financiară presupune nu numai costurile medicației ci și costurile indirecte, cum ar fi cheltuieli impuse de călătoriile necesare tratamentelor în centre aflate la distanță, sau sumele pierdute prin absența de la locul de muncă. Ca și cea terapeutică, toxicitatea financiară poate fi de diferite grade de severitate și poate progresa dacă nu se procedează la ajustarea terapiei sau dacă, măsuri suportive corespunzătoare nu sunt inițiate în timp util.

## Abordare

### Identificarea pacienților cu risc
În general bolnavii au o capacitate limitată de a obține și înțelege informațiile privind costurile de îngrijire, sau de a comunica despre acestea. Cel mai important lucru rămâne însă faptul că nu toată lumea vrea să vorbească despre costuri, iar medicul trebuie să fie conștient de acest fapt.
Adesea pacienții sunt îngrijorați că, în cazul în care își dezvăluie dimensiunea poverii financiare vor primi îngrijiri cu o calitate mai scăzută, astfel că aleg să nu o facă. Astfel în cadrul evaluării medicale, bolnavii cu probleme financiare pot rămâne neremarcați.
Deocamdată la nivelul anului 2014, prezumtive instrumente analitice de măsură a distresului financiar - legat de tratament (precum chestionarul „COST-PROM”), erau în curs de validare.

### Identificarea practicilor medicale cu risc
Amenințarea tot mai prezentă a acuzațiilor de malpraxis poate determina practicarea unei „medicini defensive”, prin care se indică și se efectuează investigații de teama de a fi acuzat de lipsa unui indiciu important pentru afecțiunea respectivă. Unii medici pot solicita însă efectuarea de teste inutile din obișnuință, sau pur și simplu pentru a satisface așteptările pacienților și, mai mult, chiar școlile medicale pun accent pe studiul aprofundat al afecțiunii cu toate că acest lucru nu este întotdeauna necesar.
Uneori însă chiar propriile interese financiare ale medicilor intră în conflict cu nerecomandarea unor teste sau tratamente costisitoare, o parte din cultura medicală promovând însă ideea că „o omisiune este mai rea decât un comision.”

### Modalități de lucru
Selectarea celei mai bune forme de îngrijire pentru un pacient dat, încorporează impactul financiar personal al îngrijirilor medicale. În practica curentă discutarea integrală a considerentelor financiare ale unui plan terapeutic, pare similară informării pacienților despre riscurile și beneficiile la nivel fizic ale tratamentelor. Formularea împreună cu pacientul a unui compromis adecvat între costuri și beneficii potențiale - deși complexă și etic dificilă are totuși sens clinic, în contextul interpretării nivelului costurilor ca factor de impact negativ secundar tratamentului.
Noua paradigmă ar putea fi aceea că este etică discutarea opțiunile de îngrijire cu costuri mai reduse, cu un pacient care ar putea suferi din punct de vedere financiar în caz că ar plăti pentru un standard de îngrijire mai scump. Dacă există motive întemeiate pentru a economisi banii pacientului cu scopul de a fi folosiți mai eficient pentru alte roluri, atunci acest lucru devine etic.
Tehnici individuale
1. O discuție deschisă despre potențialele efecte adverse în plan economic ale diverselor variante de tratament, precum și utilizarea unui sistem de clasificare  pentru acest gen de efect advers, facilitează atât înțelegerea echilibrată a raportului risc/beneficiu și ușurarea unei decizii comune bazată pe o evaluarea optimă, cât și pregătirea pacienților pentru anticiparea și apariția unor dificultăți financiare, astfel încât acestea să poată fi din timp ameliorate[2][3] prin accesul la resurse comunitare capabile de a oferi ajutor.[2]
2. De asemenea discutarea cheltuielilor permite alegerea unor tratamente cu costuri mai mici, atunci când există alternative viabile. Aceasta evită experimentarea unor dificultăți financiare inutile, în condițiile existenței unor tratamente alternative mai puțin costisitoare, dar la fel de sau aproape la fel de eficace.[3]
3. Medicii nu au totuși nevoie să devină consilierii financiari ai pacienților. În schimb trebuie totuși să furnizeze acestora informații privind costurile intervențiilor terapeutice.[10]
4. Sarcina de a găsi un răspuns valabil întrebării dacă povara financiară a tratamentului poate fi suportată de pacient fără a avea un impact semnificativ asupra sănătății și calității vieții, pentru un răspuns optim trebuie distribuită - înafara personalului medical și către consilierii financiari și asistenți sociali, precum și către farmaciști.[11] Dintre aceștia, consilierii financiari și asistenți sociali sunt primii la care trebuie apelat.[7]
5. Există și programe de sprijin oferite de companiile farmaceutice despre care bolnavul poate fi informat, dar acestea au plusuri sau minusuri care sunt deocamdată discutabile, cum ar fi acela de a crește consumul global de medicamente, ceea ce se reflectă mai târziu într-o creștere globală a costurilor. De asemenea există și programe de sprijin oferite de fundații.[7]
6. Prevenirea acestui efect advers poate necesita supraveghere și urmărire în timp, în măsura în care poate fi cumulativ și efectele lui pot apare tardiv.[2]  Recunoașterea unui pacient cu risc și ghidarea acestuia din timp spre o consiliere financiară autorizată sau de asistență socială pot preveni toxicitatea financiară sau ameliora nivelul acesteia.[2] Este mult mai ușor - în opinia consilierilor financiari și asistenților sociali, ca un pacient să fie ajutat devreme în loc să se ajungă la necesitatea unei intervenții necesare ameliorării unui fond deja existent de datorii.[8]

Un protocol de lucru capabil de a ajuta un pacient să evite toxicitatea financiară ar putea fi:
- Diagnoza stării financiare:

- Consiliere pentru înscrierea celor neasigurați în cadrul unui sistem de asigurare medicală
- Consiliere pentru ameliorarea nivelului de acoperire printr-o asigurare medicală îmbunătățită

- Evaluarea pre-tratament:

- Identificarea persoanelor eligibile pentru asistență financiară, oferirea unor estimări de costuri și dezvoltarea unor planuri realiste de plată
- Educarea pacienților privind drepturile de care beneficiază în cadrul sistemului de asigurare respectiv și consilierea în scopul aplicării pentru asistență financiară

- Urmărirea în timpul tratamentului:

- Stabilirea unor modalități de contact pentru eventualele întrebări ale pacienților legate de facturi
- Screeningul periodic al pacienților pentru distresul financiar

- Reevaluarea supraviețuitorilor:

- Revederea informațiilor financiare ale pacienților

Acțiuni în cadrul sistemului
Un antidot - cel puțin parțial al toxicității financiare, este promovarea literaturii specifice în domeniu. De asemenea este oportună apariția unor ghiduri clinice, care să ia în considerare nu numai eficiența terapeutică ci și costurile și rentabilitatea recomandărilor utilizate în practica clinică, după cum la nivel politic – în domeniul sănătății ar trebui să facă lobby pentru decizii bazate pe evaluări comparative de eficacitate ale tehnologiilor medicale.

## Dezacorduri
Nu există în prezent (2015) o viziune comună în privința toxicității financiare împărtășită de sectoarele pharma, cel al prestatorilor de servicii medicale, al caselor sau programelor de asigurări și al administrațiilor publice.
Strategia companiilor farmaceutice are ca scop obținerea beneficiului maxim posibil. Opinii venind din interiorul sectorului pharma afirmă că prețul mare în sine al unor medicamente pentru care nu există alternativă, chiar în condițiile în care acestea nu aduc un beneficiu estimat mai mare de câteva săptămâni de supraviețuire, nu este reala problemă. Problema ar fi a sistemului de asigurări medicale care impune pacientului coplata, sursă directă a problemelor financiare. Acestei opinii i s-a opus boicotul fără precedent și intens mediatizat al unei clinici medicale de top din SUA, care atât la nivel decizional instituțional cât și la nivel de decizie a corpului medical a refuzat să folosească și să recomande un astfel de medicament, pe motivul că prețul era nejustificat de mare în raport cu beneficiul obținut. Ca efect, firma producătoare a redus prețul respectivului medicament cu 50 %.
Totuși, alte voci venind tot din interiorul industriei de profil afirmă că atât problemele de acces la tratament cât și cele legate de abandonul precoce al medicației datorită costurilor prea mari, pot avea un efect de bumerang: medicul nu va ști dacă medicamentele chiar funcționează, terții plătitori vor da cu piciorul facturilor unor tratamente cărora nu le-a fost dată șansa de a reuși, iar producătorii vor vedea mărcile lor suferind, ceea ce va duce la (eventual nejustificate) controale ale investitorilor și autorităților de reglementare.